# Xã Florence Lake, Quận Burleigh, Bắc Dakota
Xã Florence Lake (tiếng Anh: Florence Lake Township) là một xã thuộc quận Burleigh, tiểu bang Bắc Dakota, Hoa Kỳ. Năm 2010, dân số của xã này là 9 người.